# RING (B'z單曲)
《RING》，是日本樂團B'z的第30張單曲。

## 簡介
- 第11張專輯ELEVEN發行前先行發售
- 專輯封面位於福岡市西區的能古島拍攝
- 此張單曲為B'z在2000年發行的第4張單曲，除了1990年發行5張外，通常為一年1~3張
- 打破松田聖子Oricon連續25張冠軍紀錄，此張為B'z連續26張冠軍單曲
- 最終銷量約54.6萬張。

## 製作人員
- 松本孝弘：吉他・全曲作曲・編曲
- 稲葉浩志：主唱・全曲作詞

山木秀夫：鼓 （#1）
黒瀬蛙一：鼓（#2）
中村“キタロー”幸司：貝斯（#1）
明石昌夫：貝斯（#2）
小野塚晃：鋼琴（#1）
篠崎ストリングス：弦樂器 （#1）
池田大介：編曲 （#1）

## 收錄曲
- 1.RING
- 2.guilty

## 主題曲
讀賣電視台・日本電視台連續劇『擁抱明日』主題曲。（#1）

## 收錄專輯
- ELEVEN（#1）
- B'z The Best "Pleasure II"（#1）